# Kreuz von Ruthwell

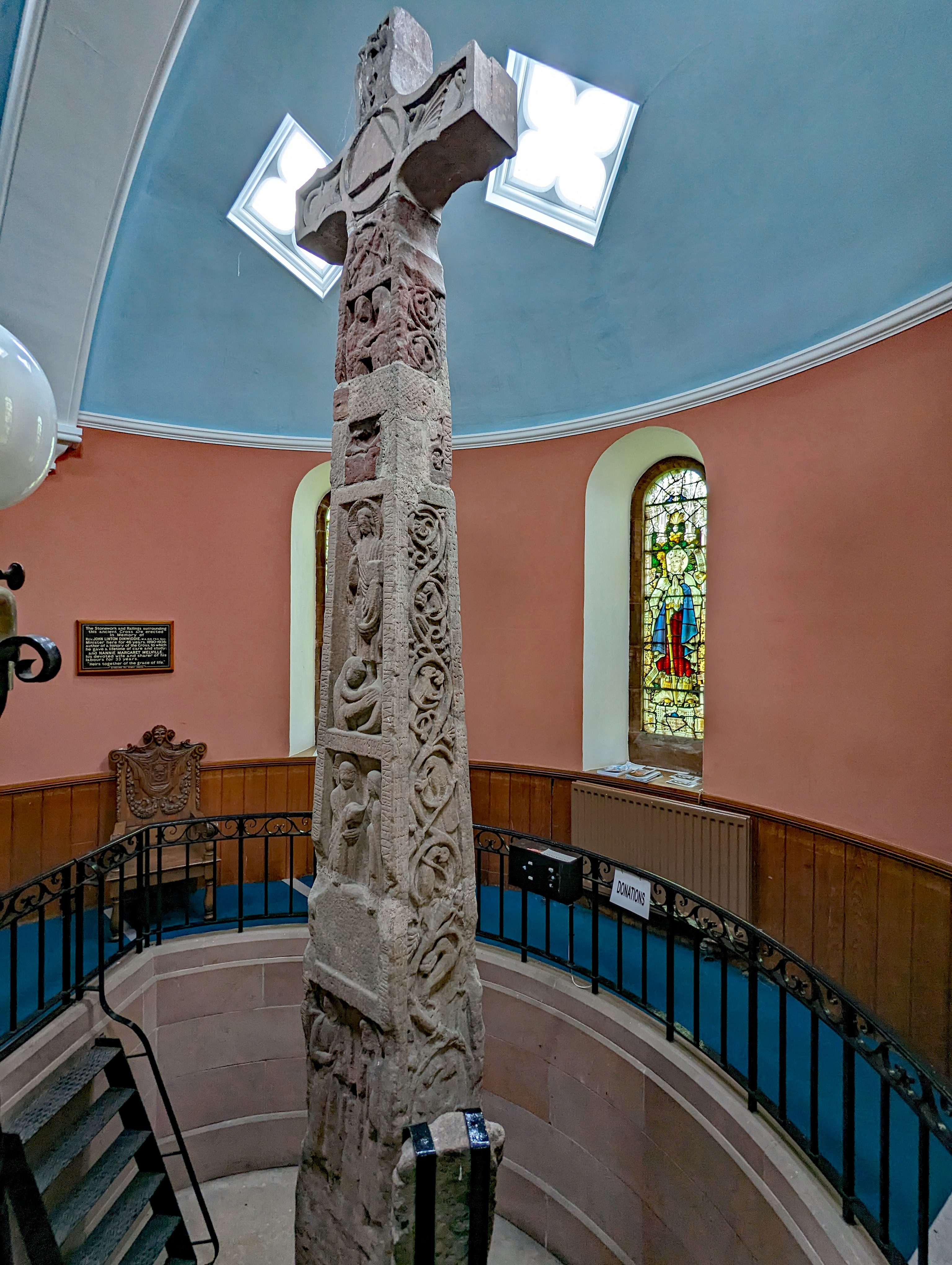
Ruthwell Cross

Das Kreuz von Ruthwell (engl. Ruthwell Cross) ist ein angelsächsisches Steinkreuz im Stil eines irischen Hochkreuzes. Es stammt möglicherweise aus dem 8. Jahrhundert, als Ruthwell, in Dumfries and Galloway gelegen, durch Eroberungen des christlichen Königs Eadberht (737–758) Teil des angelsächsischen Königreiches Northumbria in Schottland war.

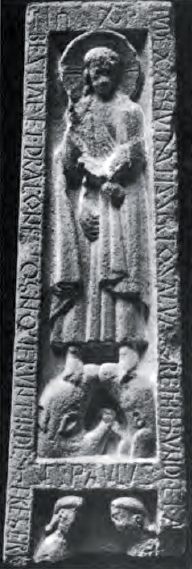
Christus als Richter

Es war möglicherweise ein Gebetskreuz auf einem Pilgerweg, vielleicht vom Solway Firth zum Kloster von Hoddom, doch gibt es keinen Hafen in der Umgebung. Völlig unklar ist, wer es beauftragte und warum es hier steht. Seine ursprüngliche Position ist unsicher.

## Beschreibung

Vorder- und Rückseite

Das Ruthwell-Kreuz ist mit 5,5 m das größte erhaltene angelsächsische Reliefkreuz. Es trägt eine lateinische und eine Runeninschrift. Die Runeninschrift, die wahrscheinlich erst später (9. Jhd.?) hinzugefügt wurde, enthält Zeilen des altenglischen Gedichtes: The Dream of the Rood (Der Traum vom Kreuz). Dies ist möglicherweise der älteste erhaltene Text der altenglischen Dichtung, älter als alle Handschriften. Es ist die einzige bekannte Runeninschrift auf einem Hochkreuz.

## Geschichte
Das Kreuz wurde während des englischen Bürgerkriegs (engl. English Civil War) in den Jahren 1642–1649 von presbyterianischen Bilderstürmern zertrümmert. Die Stücke lagen bis 1818 auf dem Friedhof, wo sie der Philanthrop Henry Duncan (1774–1846) restaurierte. Im Jahre 1887 wurde das Ruthwell-Kreuz in der Kirche von Ruthwell aufgestellt, deren Apsis dazu umgebaut wurde. Das Zentrum des Kreuzes, die horizontalen Arme und ein Stück vom Schaft blieben nicht erhalten und sind ersetzt worden.

## Darstellungen
Das Ruthwell-Kreuz hat umrandete Bildtafeln mit biblischen Szenen auf der Vorder- und Rückseite und dekorative Tafeln mit Weinreben auf beiden Seiten. Die Weinreben sind besonders fein gearbeitet und werden durch Vogel- und Tierdarstellungen ergänzt.
Die größte und mittige Tafel auf der Vorderseite zeichnet Christus auf zwei Tieren stehend, der lateinischen Randtext lautet: „Jesus Christus Richter der Gerechtigkeit“. Die Tafel darüber zeigt Johannes den Täufer, der ein Lamm hält. Vom Text überlebte die Zeile: „beten wir“. Die unteren Tafeln zeigen Paulus von Theben und Antonius mit einem Brot und die Flucht nach Ägypten. Auf der Rückseite werden von oben nach unten dargestellt: Maria Magdalene, die die Füße Christi wäscht, die Heilung des Blinden, die Verkündigung Mariä durch den Engel und schließlich die Kreuzigung.